# Hosea Kutako
Hosea Kutako (1870-1970) était un chef de l'ethnie herero du Sud-Ouest africain (actuel Namibie).

## Biographie
Hosea Kutako est né en 1870 à Okahurimehi près de l'actuel Kalkfeld. 
Il participe en 1904 à la guerre des Hereros contre les colonisateurs allemands et les troupes de Lothar von Trotha. Le 6 août 1904, il défait la patrouille du Lieutenant von Bodenhausen, puis plus tard est fait prisonnier à Omaruru, dont il parvient à s'échapper. 
À partir de 1907, une fois la paix revenue, Kutako devient enseignant de la Mission rhénane puis mineur à Tsumeb. 
En 1917, il devient le chef des Ovaherero, nommé par l'administration sud-africaine après la défaite des troupes coloniales allemandes.  
En 1920, Frederick Maharero, le fils aîné du chef Samuel Maharero, nomma  Hosea Kutako comme chef par intérim des Ovaherero. 
Le 26 août 1923, c'est Hosea Kutako qui préside le service funéraire de Samuel Maharero qui se transforme en manifestation de défiance et de fierté de la communauté des Ovaherero.
En 1925, Hosea Kutako est élu chef de tous les Ovaherero. 
En 1945, il cofonde le conseil des chefs héreros avec Frederick Maharero en exil au Bechuanaland. Cet évènement fait de lui le père de la nation namibienne car il y appelle à la formation d'un État indépendant et avec l'appui du révérend Michael Scott adresse une pétition en ce sens à l'ONU. 
En avril 1946, l'Afrique du Sud organise de son côté un référendum dans le Sud-Ouest Africain sur le rattachement du territoire à l'Union de l'Afrique du Sud. Le vote en faveur de l'incorporation reçut le soutien de 208 850 voix contre 33 520 opposés. Les Namas, Damas et Ovahereros constituèrent la majorité du vote négatif. 
En 1949, le jeune Sam Nujoma qui était venu à Windhoek rejoindre son oncle Hiskia Kondombolo. pour apprendre l'anglais au collège rencontra Hosea Kutako par l'intermédiaire de son directeur d'école. 
Le 25 novembre 1950,  à l'occasion du meeting des églises rhénanes et des paroisses Ovaherero, Hosea Kutako prononça un discours sur la nation, la laïcité et le droit des peuples. 
En 1955, Hosea Kutako participe à la création de « Oruuano Movement » (Oruuano signifiant Communion), qui revendique la redistribution des terres. Le leader du mouvement est Reinhard Ruzo, un ancien pasteur de la Mission rhénane laquelle considère « Oruuano Church » comme l'incarnation du nationalisme et le propagateur de fausses théories. 
En septembre 1958, Hosea Kutako participe à une nouvelle pétition aux Nations unies qui conteste, avec succès, la sécession territoriale d'une partie du sud-ouest africain demandé par l'Afrique du Sud.
Le 27 septembre 1959, c'est avec le soutien du conseil des Hereros que le « South West African National Union » (« SWANU ») est fondé à Windhoek. 
Après le massacre de "Old Location" en décembre 1959, Hosea Kutako organise l'exil de nombreux Héreros impliqués. Une de ses nièces, Anna Mungunda, est tuée durant ce massacre.
En 1960, les Ovambanderu d'Epukiro et d'Aminuis parvinrent à obtenir la reconnaissance de leur tribu et de leur leader, Munjuku Nguvauva II, par l'Afrique du Sud, provoquant un conflit tribal au sein de la SWANU, accusé de participer à la fragmentation du peuple héréro. Kutako, âgé de 90 ans, fut dès lors assisté de Clemens Kapuuo en dépit de l'opposition de la SWANU et des Ovambanderu.
La création de la SWAPO le 19 avril 1960 à New York par Sam Nujoma fut accueilli avec bienveillance par Hosea Kutako et le conseil des chefs héreros.
En 1964, le rapport Odendaal fut rejeté par Clemens Kapuuo au nom du conseil héréro.
Le 25 septembre 1964, Hosea Kutako, Mburumba Kerina et Clemens Kapuuo fondaient la "National Unity Democratic Organisation" (NUDO), opposée à la politique d'apartheid mais partisane d'une solution fédérale basée sur les régions tribales pour l'avenir du Sud-Ouest Africain. La SWAPO et la SWANU, toutes deux d'idéologie panafricaine, refusèrent de se joindre à la NUDO.
En 1970, l'association pour la préservation de la maison royale des  Tjamuaha-Maharero fut fondée par Jephta Maharero afin de contrer la prétention de Clemens Kapuuo de succéder au vieil Hosea Kutako. Le 18 juillet 1970, âgé de 100 ans, Hosea Kutako mourait et était enterré auprès de Jonker Afrikaner à Okahandja. 
Le 20 juillet 1970, Clemens Kapuuo lui succédait comme chef des Ovaherero.

## Postérité
Au début des années 2000, l'aéroport international de Windhoek (anciennement JG Strijdom) est rebaptisé Hosea Kutako International Airport. 